# تشارلز غيلبرت وايت
تشارلز غيلبرت وايت (بالإنجليزية: Charles Gilbert White)‏ هو سياسي نيوزلندي، ولد في 1880، وتوفي في 1966.